# Hiʻiaka (księżyc)
Hiʻiaka – jeden z dwóch księżyców planety karłowatej (136108) Haumea. Ma średnicę szacowaną na ok. 320 km, a krąży w średniej odległości ok. 49 880 km od Haumei. Nazwa księżyca pochodzi od bogini z mitologii hawajskiej.